# Echinolampas keiensis
Echinolampas keiensis is een zee-egel uit de familie Echinolampadidae.
De wetenschappelijke naam van de soort werd in 1881 gepubliceerd door Theodor Mortensen.